# Brahin
Brahin o Braguin (bielorruso: Бра́гін; ruso: Бра́гин; yidis: בּראָהין Brohin) es un asentamiento de tipo urbano de Bielorrusia, capital del distrito homónimo en la provincia de Gómel.
En 2022, el asentamiento tenía una población de 4507 habitantes.
Se conoce la existencia del pueblo desde 1147, cuando se menciona en el Códice de Hipacio. Perteneció al principado de Kiev, que a mediados del siglo XVI se integró en el Gran Ducado de Lituania. En la partición de 1793, Brahin pasó a pertenecer al Imperio ruso. En 1926 se integró en la RSS de Bielorrusia, que en 1938 le dio el estatus de asentamiento de tipo urbano. Desde 1986, el entorno de Brahin es una de las áreas más afectadas por las consecuencias del accidente de Chernóbil.
Se ubica unos 50 km al suroeste de la capital provincial Gómel, cerca de la frontera con Ucrania marcada por el río Dniéper y en el entorno de la reserva radioecológica estatal de Polesia.